# Minerva Hills National Park
Minerva Hills National Park är en park i Australien. Den ligger i delstaten Queensland, omkring 620 kilometer nordväst om delstatshuvudstaden Brisbane. Minerva Hills National Park ligger 470 meter över havet.
Trakten runt Minerva Hills National Park är nära nog obefolkad, med mindre än två invånare per kvadratkilometer.. Närmaste större samhälle är Springsure, nära Minerva Hills National Park.
I omgivningarna runt Minerva Hills National Park växer huvudsakligen savannskog.  Genomsnittlig årsnederbörd är 810 millimeter. Den regnigaste månaden är januari, med i genomsnitt 179 mm nederbörd, och den torraste är augusti, med 11 mm nederbörd.